# Lobbyregister
Unter einem Lobbyregister, auch Lobbyistenregister oder Transparenzregister genannt, versteht man eine öffentlich einsehbare Datenbank, in der Lobbyismus betreibende Akteure zusammen mit Kenndaten über deren Aktivitäten erfasst sind.
Durch ein Lobbyregister soll die Tätigkeit von Interessenvertretern, mit denen Exekutive oder Legislative beeinflusst werden könnten, erfasst und kontrolliert und für die Bürger und die Zivilgesellschaft Informationen darüber bereitgestellt werden. Dadurch soll der Dialog von politischen Entscheidungsträgern und Interessensvertretern offen und transparent erfolgen. Befürworter verweisen unter anderem auf das Misstrauen, welche Folge der Intransparenz ist: „Die Demokratie beruht auf einem Vertrauensverhältnis zwischen den Bürgern und denjenigen, die sie vertreten. Ohne angemessenen Zugang zu Informationen darüber, was Politiker tun und mit wem sie sprechen, kann es dieses Vertrauen nicht geben.“ (Frans Timmermans, Vize-Präsident der Europäischen Kommission). Des Weiteren legen Studien nahe, dass Lobbytransparenz zu einem Rückgang von Korruption führt. Gegner von Lobbyregistern argumentieren, dass es keiner Regelung bedarf und dass sie Hemmnisse des freien Meinungsaustausches seien.
Register existieren für politische Gremien verschiedener Länder, deren Wirksamkeit abhängig von der konkreten Ausgestaltung bewertet wird. So sind in vielen freiwilligen Registern einflussreiche Akteure nicht eingetragen.

## Ausgestaltung
Lobbyregister können folgende Daten enthalten:
- Identität des Lobbyisten
- Auftraggeber
- verfolgtes Ziel
- zur Verfügung stehende finanzielle Mittel
- Termine mit politischen Entscheidungsträgern

Dabei ist auch zu beachten, ob das Register nur für Kontakte zu Abgeordneten eines Parlaments gilt oder auch für Regierungsmitglieder, d. h. für Minister und Staatssekretäre, sowie Ministerialbeamte. Häufig ist die Exekutive von den Registern ausgenommen, obwohl der Großteil der Gesetzesentwürfe in den Ministerien erarbeitet wird.
Eine von der Organisation für wirtschaftliche Zusammenarbeit und Entwicklung durchgeführte Umfrage unter Lobbyisten ergab, dass die Mehrheit unter ihnen je nach Ausgestaltung ein verpflichtendes Register und die Veröffentlichung befürworten würde. Die anzugebenden Daten können, wie beispielsweise in Kanada, weit mehr umfassen.
Viele Nichtregierungsorganisationen (NGOs) sehen Überprüfungs- und Sanktionsmöglichkeiten bei Nicht- und Falscheintragungen als Voraussetzung für ein wirksames Register. Es wird in vielen Fällen bemängelt, dass dies nicht umgesetzt wurde. Schwellwertregeln, nach denen eine Registrierung erst ab bestimmten finanziellen Ausgaben oder Arbeitszeiten erforderlich ist, sollen ein unverhältnismäßig hohes bürokratisches Zugangshemmnis für kleine Akteure verhindern und sind beispielsweise in den USA etabliert. Analoge Regelungen sind bei Register-Befürwortern verbreitet. Ein Datenbankformat ermöglicht neben Durchsuchbarkeit vor allem tiefere Analysen und graphische Aufbereitungen.

## Lobbyregister verschiedener Länder

### Deutschland

#### Geschichte
Am 1. Januar 2022 trat erstmals auf Bundesebene eine gesetzliche Regelung zur Einführung eines Lobbyregisters (Lobbyregistergesetz) in Kraft.
Zuvor existierte seit 1972 lediglich eine Öffentliche Liste über die Registrierung von Verbänden und deren Vertretern, in der neben Namen des Verbands diverse Adress- und Kontaktdaten, Vorstand, Geschäftsführung und Vertreter, das allgemeine Interessengebiet und die Zahl der Mitglieder freiwillig angegeben werden konnten. Mit der Registrierung waren keine Rechte und auch keine Pflichten verbunden. Es war auf Verbände beschränkt, während Auftragslobbyisten, Rechtsanwälte, Denkfabriken und Nichtregierungsorganisationen nicht erfasst wurden, es existierten keine Budget-Informationen und eine Eintragung war nicht verpflichtend. Eine Regelung, wonach eine Registrierung Voraussetzung für einen Zugang zu Anhörungen war, wurde kurze Zeit nach Inkrafttreten wieder ausgesetzt. Daher wurde die Verbändeliste von vielen Nichtregierungsorganisationen und von der damaligen Bundestags-Opposition als nicht sehr transparenzfördernd angesehen.
Es gab mehrere Gesetzesanträge zur Einführung eines leistungsfähigeren Lobbyregisters. So stellten die Parteien Die Linke und Bündnis 90/Die Grünen im Jahr 2011 Anträge zur Einführung eines Lobbyistenregisters. Zusammen mit einem Antrag der SPD zur Schaffung von mehr Transparenz beim Einsatz externer Personen in der Bundesverwaltung wurde darüber am 7. April 2011 im Bundestag debattiert. Gefordert wurde unter anderem: die Nennung von Auftraggebern der Lobbyisten, die Bezifferung der finanziellen Ausgaben und die Einrichtung eines legislativen Fußabdrucks (Erklärung des Begriffs: siehe unten). Aufgrund der ablehnenden Haltung der CDU/CSU und FDP kam das Register nicht zustande. Im November 2014 erarbeitete Die Linke erneut einen Gesetzesvorschlag zur Einführung eines solchen Registers.
Im Juni 2016 wurde der Gesetzesvorschlag der Opposition aus Die Linke und Bündnis 90/Die Grünen im Bundestag abgelehnt. Der Justiziar der Unionsfraktion, Hans-Peter Uhl (CSU), warnte vor einer „Diskriminierung und Stigmatisierung“ von Interessenvertretern. Das Vorbringen und Anhören von Einzelinteressen dürfe nicht kriminalisiert werden.
In einem Vertragsentwurf zum Koalitionsvertrag zwischen Union und SPD hieß es Anfang 2018 noch: „Wir wollen mit einem verpflichtenden Lobbyregister Transparenz schaffen, ohne wirksames Regierungshandeln oder die freie Ausübung des parlamentarischen Mandats einzuschränken.“ Kurz vor dem Abschluss der Verhandlungen wurde dieser Satz im Februar 2018 gestrichen.
Während 2013 Union und FDP (die damals koalierten) keinen besonderen Handlungsbedarf sahen und auf die freiwillige Verbändeliste verwiesen, um keine bürokratischen Hürden zu schaffen, übernahm 2019 neben SPD, Grüne, Linke und Piratenpartei auch die FDP die Forderung nach einem verpflichtenden Register. Auch die 37. Konferenz der Informationsfreiheitsbeauftragten 2019 forderte in einem Positionspapier die Einführung eines verpflichtenden Lobbyregisters.
Vor allem die CDU/CSU-Fraktion im Deutschen Bundestag hatte die Verabschiedung eines Lobbytransparenzgesetzes und eines verpflichtenden Lobbyregisters bis 25. März 2021 verhindert. Im Zuge der Affäre um den CDU-Politiker Philipp Amthor einigten sich SPD und CDU/CSU Anfang Juli 2020 zwar auf die Einführung eines Lobbytransparenzregisters für den Deutschen Bundestag und verabschiedeten den Gesetzesentwurf bereits in erster Lesung. Jedoch ist der Gesetzgebungsprozess danach ins Stocken geraten. Grund dafür ist, dass die SPD den Wirkungskreis nicht nur auf die Bundestagsabgeordneten beschränken, sondern auch die Ministerien einschließen will. Jedem Gesetzesentwurf solle eine Liste angehängt werden, aus der ersichtlich wird, mit welchen Interessensvertretern während der Erarbeitung Kontakte bestanden. Die Union lehnte dies lange ab. Erst nach diversen Affären in Zusammenhang mit Lobbyismus und Korruption (Aserbaidschan-Affäre und Maskenaffäre) Anfang 2021, in die mehrere Union-Politiker involviert waren (Georg Nüßlein, Nikolas Löbel, Mark Hauptmann, Alfred Sauter), gab die Union ihren Widerstand auf. Kritiker bemängeln jedoch, dass der nun geplante Entwurf keinen legislativen Fußabdruck beinhaltet, mit dem registriert wird, wer auf einen Gesetzgebungsprozess Einfluss genommen hat bzw. wer sich mit Ministern, Staatssekretären oder Ministerialbeamten getroffen hat. Auch der SPD ging der Entwurf noch nicht weit genug. Ebenso enthält das nunmehr errichtete Lobbyregister Ausnahmen für die Kirchen des öffentlichen Rechts, für die Presse, für Arbeitgeberverbände und Gewerkschaften.
Am 16. April 2021 verabschiedete der Bundestag das Gesetz zur Einführung eines Lobbyregisters für die Interessenvertretung gegenüber dem Deutschen Bundestag und gegenüber der Bundesregierung.

#### Aufbau des Lobbyregisters auf Bundesebene
Das Lobbyregister ist verpflichtend, sobald Interessenvertretungen mit dem Ziel der Beeinflussung der Willensbildung oder Entscheidungsprozessen, Kontakt zu Mitgliedern des Deutschen Bundestages oder Bundesregierung aufnehmen oder einen solchen Kontakt beauftragen. Interessenvertreter werden in natürliche Personen und juristische Personen, also Personengesellschaften oder sonstige Organisationen, unterteilt. Im ersten Schritt müssen natürliche Personen Angaben über persönliche Informationen (Name, Geburtsdatum, Anschrift und Kontaktdaten) machen. Falls die Interessenvertreter zu juristischen Personen, Personengesellschaften oder sonstige Organisationen zählen, sind mehr Angaben zu machen. Diese teilen sich in 1) allgemeine Informationen zur Firma/juristischen Person, 2) Art der Organisation und 3) Mitgliederzahl und Mitgliedschaften. Nach der jeweiligen Angabe zur Person/Organisation müssen die Interessenvertreter den Interessenbereich abstecken, für den sie lobbyieren und eine Beschreibung der Tätigkeit anfertigen. Die nächste Angabe nimmt Bezug auf die Offenlegung der Identität des Auftraggebers. Darauffolgend muss die Anzahl der Beschäftigten angegeben werden. Der sechste Punkt ist die Offenlegung der jährlichen finanziellen Aufwendungen. Im nächsten Schritt müssen Informationen zu einzelnen Zuwendungen und Zuschüssen, der öffentlichen Hand oder Schenkungen Dritter bereitgestellt werden. Der letzte Punkt ist die Offenlegung der Jahresabschlüsse oder Rechenschaftsberichte von juristischen Personen. Die angegebenen Informationen müssen mindestens einmal im Jahr aktualisiert werden, wenn nicht, wird die Nicht-Aktualisierung sanktioniert. Im August 2024 waren 5740 Interessenvertreter beim Bundestag oder der Bundesregierung registriert.
Ausgenommen von einer Registrierung sind die Kirchen des öffentlichen Rechts, die Presse sowie die Arbeitgeberverbände und Gewerkschaften.

#### Lobbyregister auf Landesebene
Rheinland-Pfalz und Brandenburg haben seit 2011 bzw. 2013 faktisch freiwillige Verbändelisten, die mit der auf Bundesebene vergleichbar sind. Seit 2015 hat auch der Landtag von Sachsen-Anhalt ein Lobbyregister. Der Bayerische Landtag hat 2021 die Einführung eines Lobbyregisters beschlossen. Das Land Berlin hat seit 2021 ebenfalls ein Lobbyregister.
- Lobbyistenregister Landtag Rheinland-Pfalz
- Lobbyregister Landtag Brandenburg
- Lobbyregister Landtag von Sachsen-Anhalt
- Lobbyregister Bayern[39]
- Lobbyregister Abgeordnetenhaus von Berlin

### Österreich
2013 trat ein verpflichtendes Lobbyregister mit strengen Offenlegungspflichten inklusive Budgetzahlen und Sanktionsmöglichkeiten in Kraft.

### Europäische Union
Da mittlerweile ein Großteil des für die EU-Mitgliedstaaten geltenden Rechts auf EU-Ebene verabschiedet werden, ist auch die Europäische Union Ziel von Lobbyismus. So lag in Deutschland in den vergangenen drei Legislaturperioden (2005–2017) der Anteil europäisierter Gesetzgebung der Politikfelder Wirtschaft, Umwelt, Energie, Landwirtschaft und Ernährung sowie Ausländerpolitik und Zuwanderung jeweils bei um die 50 Prozent.
Für das Europäische Parlament und die EU-Kommission gilt seit Juni 2011 ein gemeinsames freiwilliges Transparenz-Register für Lobbyisten, welches auch die Angabe finanzieller Daten vorsieht. Als Anreiz wird eine Eintragung zur Bedingung für einen Ausweis gemacht, mit dem ein vereinfachter Zugang zum Parlament besteht. Als maximale Sanktionsmaßnahmen sind bei Nichteinhaltung des Verhaltenskodex oder bei Falschangaben eine kommentierte Streichung aus dem Register und ein Entzug des Zugangsausweises vorgesehen. Da Eintragungen jedoch freiwillig erfolgen, in der Vergangenheit vereinzelt zurückgezogen wurden und Falschangaben, die laut mit-ratifizierten Verhaltenskodex nicht zulässig sind, in der Praxis meist sanktionsfrei bleiben, wird es jedoch als relativ schwach angesehen. Ein weiterer Kritikpunkt ist, dass Interessensverbände durch vermeintlich korrekte Angaben nun noch mehr mit dem legitimierenden Siegel der Registrierung hinter den Kulissen ungestört ihre Lobbyarbeit praktizieren können. Das Register befindet sich in einer Evaluationsphase, eine weitere Nachregulierung wird in Aussicht gestellt. Das EU-Parlament setzt sich seit längerem für verbindliche Regelungen ein und will auch weiterhin auf eine Eintragungspflicht hinarbeiten, während die Europäische Kommission sich bisher dagegen sperrte. Als Grund wurde angegeben, es gebe keine juristische Grundlage. Nachdem ein Rechtsgutachten dies widerlegte, stimmte die EU-Kommission zwar dem Parlament zu, dass es juristisch möglich sei, führte jedoch an, dass die bisherige freiwillige Regelung ausreiche.
Es wurde vom Europäischen Parlament 2011 geplant, den Anhängen legislativer Berichte zu Gesetzestexten sogenannte legislative Fußabdrücke hinzuzufügen. Darin sollen alle Lobbyisten aufgeführt werden, mit denen ein Abgeordneter im Rahmen seiner Arbeit an einem Gesetz Kontakt hatte. Der legislative Fußabdruck besteht aus einer Liste der Lobbyisten, mit denen ein Abgeordneter bei seiner Arbeit zum Gesetz in Kontakt stand. Das Ziel ist es, in jedem Gesetzesentwurf publik zu machen, welche Informationen, Ideen und Vorschläge ein Parlamentarier von welchem Lobbyisten übernommen hat. Am Ende des Dokuments sollen diejenigen Lobbyisten, die angehört und deren Ideen übernommen wurden, offengelegt werden, um die Transparenz zu erhöhen und Interessenkonflikte zu verhindern.
Am 31. Januar 2019 verabschiedete das EU-Parlament verbindliche Regeln zur Transparenz der Lobbyarbeit. In einer Änderung seiner Geschäftsordnung bestimmte das Parlament, dass MdEPs, die an der Ausarbeitung und Verhandlung von Gesetzen beteiligt sind, ihre Sitzungen mit Lobbyisten online veröffentlichen müssen.

### USA
In den USA existiert ein verpflichtendes, öffentlich auswertbares Lobbyregister mit finanzieller Offenlegungspflicht und theoretisch hohen Sanktionsmöglichkeiten auf Bundesebene und in fast allen Einzelstaaten. Ein Register wurde in den USA mit dem Lobbying Act 1946 in Kraft gesetzt. Lückenhafte Regelungen führten dazu, dass nur 4 000 von 13 000 Lobbyisten registriert waren, bevor im Jahr 1995 die Berichtsregeln durch den Lobbying Disclosures Act ersetzt wurden. 2007 wurde dieser durch den Honest Leadership and Open Government Act mit Präzisierungen und Strafverschärfungen erweitert. Die veröffentlichten Daten sind relativ aufschlussreich. Es wird jedoch kritisiert, dass vielen Beschwerden nicht nachgegangen wird.

### Kanada
Kanada erließ 1989 einen Lobbyist Registration Act, der regelmäßig erweitert wird, um zusätzliche Anforderungen an angegebene Daten, eine Ausdehnung des Geltungsbereiches und eine Stärkung der Sanktionierungsmöglichkeiten zu erreichen. Als Höchststrafen sind zwei Jahre Gefängnis und 200 000 Kanadische Dollar (ca. 140 000 EUR) vorgesehen. Die recht starken Transparenzregelungen in Kanada machen es erforderlich, dass Lobbyisten monatlich über deren Aktivitäten berichten müssen. Dies schließt ein, mit welchem Parlamentsmitglied oder Parlamentsmitarbeiter sie über welche Themen gesprochen haben. Die zu unterschreibende Selbstverpflichtung hat gesetzlichen Charakter, ist strafbewehrt, wird von einer unabhängigen Kontrollinstanz überwacht und verbietet es, Abgeordnete in einen Interessenskonflikt gegenüber dem Allgemeinwohl zu bringen.

„Lobbyisten sollen Träger eines öffentlichen Amtes nicht durch Vorschlagen oder Ausführen einer Handlung, die einen unangemessenen Einfluss auf einen Träger öffentlichen Amtes darstellen, in Interessenskonflikt bringen." -

"Lobbyists shall not place public office holders in a conflict of interest by proposing or undertaking any action that would constitute an improper influence on a public office holder." 

The Lobbyists' Code of Conduct - Rule 8“

Beschwerden wird öffentlich nachgegangen, eine rechtliche Handhabe gegen Verstöße existiert in der Praxis. In den Provinzen Alberta, British Columbia, Neufundland, Nova Scotia, Quebec und Ontario wurden ähnliche Regelungen eingeführt.

### England
In England existiert seit 2011 ein freiwilliges Register, das von den meisten Nichtregierungsorganisationen als wenig wirksam kritisiert wird.

### Weitere Länder
Weitere Register wurden in Australien (im Jahre 2011), Dänemark, Frankreich (2010), Irland, Israel (2008), Litauen (2001), Mazedonien (2008), Niederlande (2012), Polen (2005), Slowenien (2010), Taiwan, Ungarn (von 2006 bis 2011) eingeführt.